# 에어서울
에어서울(영어: Air Seoul)은 대한민국의 6번째 저비용항공사이자 아시아나항공이 출자한 두 번째 저비용 항공사이다.

## 개요
기존 아시아나항공이 출자한 저비용항공사, 에어부산의 경우 부산을 허브로 하고 있어 서울발 항공편의 수요를 충족하기 위하여 지난 2014년 설립이 추진되었다. 이후, 2015년 운항승인을 받아 2016년 7월 11일 정기편 신규취항을 하였다. 또한 서울이라는 이름에 걸맞게 한글 ㅅ과 ㅇ을 사용한 로고를 도입하였으며 김포발 제주행 노선을 시작으로 2016년 10월, 국제선 노선에도 취항하였다. 이 국제선은 아시아나항공이 운항하였으나 단항한 노선을 주로 운항했고 현재 단기간 흑자전환을 위해 오사카, 홍콩, 도쿄, 괌에 취항하였다. 2017년 아시아나항공이 지분 100%를 보유하고 있는 제2 저비용항공(LCC) 에어서울이 재무구조 개선 작업에 나섰다.
2024년 11월 모기업인 아시아나항공이 대한항공과의 합병을 진행함에 따라 아시아나항공은 2026년에 소멸 및 역사속으로 사라질 예정이다. 자회사로 있는 에어부산과 에어서울은 진에어와 통합 LCC로 합병될 예정이다. 모든 합병이 완료되면 에어서울도 소멸될 예정이다.

## 역사

### 2010년대

#### 2015년
- 3월 25일: 에어서울 설립 결의
- 4월 7일: 인천광역시 중구 공항로에서 에어서울 주식회사 법인 설립. (자본금 500,000,000원)
- 10월 14일: 자본금을 15,000,000,000원으로 증액.
- 10월 23일: 신입사원 공개채용 모집
- 12월 4일: 공식 CI 출범
- 12월 28일: 항공운송면허 & 국제항공운송면허 발급

#### 2016년
- 7월 6일: 항공안전운항증명서(AOC) 발급
- 7월 11일: 서울(김포) - 제주 임시취항
- 7월 28일: 나가사키, 다카마쓰, 시즈오카, 히로시마, 요나고, 도야마, 마카오, 씨엠립, 코타키나발루 지점 설치.
- 8월 20일: 자본금을 35,000,000,000원으로 증액.
- 10월 5일: 1호기 도입 (에어버스 A321-200, HL8255)
- 10월 7일: 서울(인천) - 다카마쓰 신규취항
- 10월 8일
  - 서울(인천) - 시즈오카 신규취항
  - 서울(인천) - 씨엠립 신규취항
- 10월 15일: 2호기 도입 (에어버스 A321-200, HL8280)
- 10월 18일
  - 서울(인천) - 나가사키 신규취항
  - 서울(인천) - 코타키나발루 신규취항
- 10월 20일: 서울(인천) - 히로시마 신규취항
- 10월 21일: 3호기 도입 (에어버스 A321-200, HL8281)
- 10월 22일: 서울(인천) - 마카오 신규취항
- 10월 23일: 서울(인천) - 요나고 신규취항
- 10월 31일: 서울(인천) - 도야마 신규취항
- 11월 25일: 우베지점 설치.
- 11월 28일: 서울(인천) - 야마구치/우베 신규취항

#### 2017년
- 4월 2일: 서울(인천) - 구마모토 신규취항
- 7월 9일: 4호기 도입 (에어버스 A321-200, HL7790)
- 8월 14일: 괌, 홍콩, 오사카지점 설치.
- 8월 30일: 동경지점 설치.
- 9월 12일
  - 서울(인천) - 괌 신규취항
  - 서울(인천) - 오사카(간사이) 신규취항
- 10월 31일
  - 5호기 도입 (에어버스 A321-200, HL8266)
  - 서울(인천) - 도쿄(나리타) 신규취항
  - 서울(인천) - 홍콩(첵랍콕) 신규취항
- 12월 4일: 구마모토, 칼리보지점 설치.
- 12월 20일: 6호기 도입 (에어버스 A321-200SL, HL7212)
- 12월 22일: 서울(인천) - 칼리보 신규취항

#### 2018년
- 1월 17일: 광명역 도심공항터미널 탑승수속 서비스 개시
- 3월 8일: 서울(인천) - 마카오 단항
- 4월 2일: 인천국제공항 자동 수하물위탁 서비스 개시
- 4월 26일: 서울(인천) - 칼리보 무기한 단항
- 5월 18일: 서울(인천) - 다낭 신규취항
- 8월 27일: 서울(인천) - 후쿠오카 신규취항
- 9월 21일: 서울(인천) - 오키나와 신규취항
- 11월 26일
  - 7호기 도입 (에어버스 A321-200, HL7789)
  - 서울(인천) - 칼리보 재취항
  - 서울(인천) - 삿포로 신규취항

#### 2019년
- 4월 21일: 서울(인천) - 나가사키 단항
- 9월 16일
  - 서울(인천) - 도야마 단항
  - 서울(인천) - 삿포로 단항
- 9월 30일
  - 서울(인천) - 시즈오카 단항
  - 서울(인천) - 요나고 단항
- 10월 16일: 서울(인천) - 장자제 신규취항
- 10월 27일
  - 서울(김포) - 제주 재취항
  - 서울(인천) - 구마모토 단항
  - 서울(인천) - 야마구치 단항
  - 서울(인천) - 히로시마 단항
- 11월 2일: 서울(인천) - 린이 신규취항
- 12월 8일
  - 서울(인천) - 나트랑 신규취항
  - 서울(인천) - 하노이 신규취항

### 2020년대

#### 2020년
- 1월 28일
  - 서울(인천) - 린이 단항
  - 서울(인천) - 장자제 단항
- 2월 1일: 국내 최초 국제선 전 노선에 기내 VOD 서비스 시행
- 3월 1일: 기내특화서비스팀 민트온에어서비스 시행
- 3월 1일: 에어서울 전 노선 임시 비운항
- 8월 21일: 서울(김포) - 부산 취항
- 10월 8일: 제주 - 청주 신규취항
- 10월 20일: 서울(인천) - 칭다오 취항
- 11월 6일: 제주 - 부산 신규취항

## 좌석 구분

### 이코노미 클래스
에어서울의 이코노미 클래스에는 두 종류가 있으며, "MINT ZONE", "A,B구역"으로 구분된다. MINT ZONE의 경우, 항공기의 앞줄 이거나 비상구 좌석이다, 일반 이코노미 좌석이랑 동일하지만 앞뒤 간격이 일반 이코노미보다 더 넓다. A,B구역의 경우 우리가 아는 이코노미 클래스이다 또한 전좌석에 USB포트 등이 장착되어 있다. 2018년 7월에 PREMIUM ZONE의 좌석이 판매되었다. 아시아나항공에서 운영하던 비즈니스석 좌석을 에어서울 항공기에 이코노미 좌석배열 (3-3)가 아닌 비즈니스 좌석배열 (2-2)형태로 배치하고 접이식 팔걸이와 다용도 수납장을 설치해 운항하였다, 하지만 현재 좌석은 폐지되었다.
MINT ZONE좌석간격 35inch, AVOD 모니터 장착
A321-200: HL8255 HL8280 HL8281 HL7790 HL7789
A321-200: HL7212 (AVOD 모니터 미장착)
A,B구역좌석간격 31~33inch, AVOD 모니터 장착
A321-200: HL8255 HL8280 HL8281 HL7790 HL7789
A321-200: HL7212 (AVOD 모니터 미장착)

## 운항 노선

### 코드쉐어 협정
- 에어서울은 모회사 아시아나항공과 코드쉐어 협정을 체결하였다.
- 아시아나항공

|  | 허브        |
|  | 취항 예정지 |
|  | 단항지      |

| 도시                                                                             | 공항 IATA            | 공항 ICAO                     | 공항 이름 | 주석 및 비고 | 운항 횟수                    |
| -------------------------------------------------------------------------------- | -------------------- | ----------------------------- | --------- | ------------ | ---------------------------- |
| 서울/인천 \|\| align=center\|ICN \|\| align=center\|RKSI \|\| 인천               | 허브                 |                               |           |              |                              |
| 서울/김포 \|\| align=center\|GMP\|\|align=center\|RKSS \|\| 김포                 | [ 1 ] [ 2 ]          | 일 4회 운항, 제주국제공항 행  |           |              |                              |
| 부산/김해 \|\| align=center\|PUS\|\|align=center\|RKPK \|\| 김해                 | [ 3 ]                | 일 4회 운항, 김포국제공항 발  |           |              |                              |
| 제주 \|\| align=center\|CJU \|\| align=center\|RKPC \|\| 제주                    | [ 1 ] [ 2 ]          | 일 8회 운항, 김포국제공항 발  |           |              |                              |
| 청주 \|\| align=center\|CJJ \|\| align=center\|RKTU \|\| 청주                    | [ 4 ]                | 일 3회 운항, 제주국제공항 발  |           |              |                              |
| 린이                                                                             | LYI                  | ZSLY                          | 치양      | [ 5 ] [ 6 ]  | 주 2회 운항, 인천국제공항 발 |
| 옌타이                                                                           | YNT                  | ZSYT                          | 펑라이    |              | 주 1회 운항, 인천국제공항 발 |
| 장자제 \|\| align=center\|DYG \|\| align=center\|ZGDY \|\| 장자제                | [ 6 ] [ 7 ]          | 주 3회 운항, 인천국제공항 발  |           |              |                              |
| 칭다오 \|\| align=center\|TAO \|\| align=center\|ZSQD \|\| 류팅                  |                      | 주 3회 운항, 인천국제공항 발  |           |              |                              |
| 칭다오                                                                           | TAO                  | ZSQD                          | 자오둥    |              | 주 1회 운항, 인천국제공항 발 |
| 도쿄 \|\| align=center\|NRT \|\| align=center\|RJAA \|\| 나리타                  | [ 8 ]                | 일 2회 운항, 인천국제공항 발  |           |              |                              |
| 구마모토 \|\| align=center\|KMJ \|\| align=center\|RJFT \|\| 구마모토            | [ 9 ] [ 10 ]         | 주 3회 운항, 인천국제공항 발  |           |              |                              |
| 나가사키 \|\| align=center\|NGS \|\| align=center\|RJFU \|\| 나가사키            | [ 11 ] [ 12 ]        | 주 3회 운항, 인천국제공항 발  |           |              |                              |
| 다카마쓰 \|\| align=center\|TAK \|\| align=center\|RJOT \|\| 다카마쓰            | [ 13 ] [ 14 ]        | 주 3회 운항, 인천국제공항 발  |           |              |                              |
| 도야마 \|\| align=center\|TOY \|\| align=center\|RJNT\|\| 도야마                 | [ 15 ] [ 10 ] [ 14 ] | 주 3회 운항, 인천국제공항 발  |           |              |                              |
| 삿포로 \|\| align=center\|CTS \|\| align=center\|RJCC \|\| 신치토세              | [ 16 ] [ 14 ]        | 주 7회 운항, 인천국제공항 발  |           |              |                              |
| 시즈오카 \|\| align=center\|FSZ \|\| align=center\|RJNS \|\| 시즈오카            | [ 17 ]               | 주 7회 운항, 인천국제공항 발  |           |              |                              |
| 오사카 \|\| align=center\|KIX \|\| align=center\|RJBB \|\| 간사이                | [ 18 ]               | 일 2회 운항, 인천국제공항 발  |           |              |                              |
| 오키나와 \|\| align=center\|OKA \|\| align=center\|ROAH \|\| 나하                | [ 19 ] [ 14 ]        | 주 5회 운항, 인천국제공항 발  |           |              |                              |
| 요나고 \|\| align=center\|YGJ \|\| align=center\|RJOH \|\| 미호                  | [ 17 ] [ 20 ]        | 주 3회 운항, 인천국제공항 발  |           |              |                              |
| 우베(야마구치) \|\| align=center\|UBJ \|\| align=center\|RJDC \|\| 야마구치 우베 | [ 17 ]               | 주 3회 운항, 인천국제공항 발  |           |              |                              |
| 후쿠오카 \|\| align=center\|FUK \|\| align=center\|RJFF \|\| 후쿠오카            | [ 21 ]               | 주 6회 운항, 인천국제공항 발  |           |              |                              |
| 히로시마 \|\| align=center\|HIJ \|\| align=center\|RJOA \|\| 히로시마            | [ 17 ]               | 주 3회 운항, 인천국제공항 발  |           |              |                              |
| 마카오 \|\| align=center\|MFM \|\| align=center\|VMMC \|\| 마카오                | [ 22 ] [ 23 ]        | 주 7회 운항, 인천국제공항 발  |           |              |                              |
| 홍콩 \|\| align=center\|HKG \|\|align=center\|VHHH \|\| 홍콩                     | [ 24 ]               | 주 7회 운항, 인천국제공항 발  |           |              |                              |
| 하노이 \|\| align=center\|HAN \|\| align=center\|VVNB \|\| 노이바이              | [ 25 ]               | 주 7회 운항, 인천국제공항 발  |           |              |                              |
| 냐짱 \|\| align=center\|CXR \|\| align=center\|VVCR \|\| 깜라인                  | [ 25 ]               | 주 7회 운항, 인천국제공항 발  |           |              |                              |
| 다낭 \|\| align=center\|DAD \|\| align=center\|VVDN \|\| 다낭                    | [ 26 ]               | 주 11회 운항, 인천국제공항 발 |           |              |                              |
| 코타키나발루 \|\| align=center\|BKI \|\| align=center\|WBKK \|\| 코타키나발루    | [ 27 ]               | 주 7회 운항, 인천국제공항 발  |           |              |                              |
| 시엠레아프 \|\| align=center\|REP \|\| align=center\|VDSR \|\| 시엠레아프        | [ 27 ]               | 주 7회 운항, 인천국제공항 발  |           |              |                              |
| 칼리보 \|\| align=center\|KLO \|\| align=center\|RPVK \|\| 칼리보                | [ 28 ]               | 주 4회 운항 인천국제공항 발   |           |              |                              |
| 괌 \|\| align=center\|GUM \|\| align=center\|PGUM \|\| 앤토니오 B. 원 팻         | [ 29 ]               | 주 7회 운항, 인천국제공항 발  |           |              |                              |
| 사이판 \|\| align=center\|SPN \|\| align=center\|PGSN \|\| 사이판                | [ 30 ]               | 주 2회 운항, 인천국제공항 발  |           |              |                              |

## 보유 기종
- 2021년 1월 기준으로 다음의 항공기들을 보유하고 있으며 항공기 평균 기령은 7.7년으로 초기 항공기는 아시아나항공에서 인수 받았으나 현재는 에어부산과 같이 에어버스로부터 직접 인도받는 중이다.[31][32][33][34]

## 서비스

### 기내서비스
노선별로 고객에게 맞춘 꼭 필요한 맞춤서비스를 제공하고 있다. 기내식은 아시아나항공에서 항공편 구매시 무료로 제공한다, 저비용항공사 최초로 기내 영상물 서비스(하늘 위 영화관)시행하고 있다. 또한 어린이승객을 위해 기내에서 닌텐도스위치를 대여해주는 서비스를 시행하고있다.

### 민트팀 서비스
에어서울 국제선 기내에서 민트온에어 서비스를 시행하고있다 한달의 일정기간동안 사연접수한분들의 사연을 기내에서 라디오처럼 읽어주는 서비스이다.

## 사진

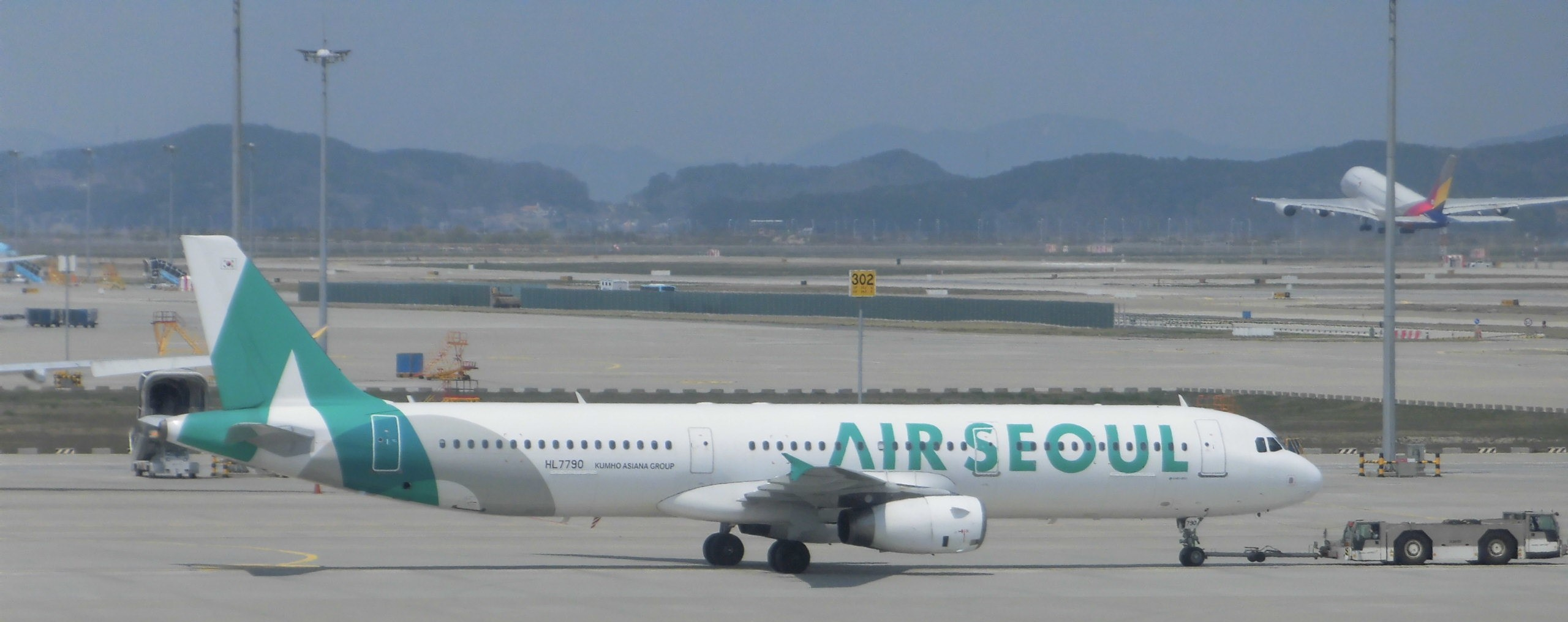
에어서울의 에어버스 A321-200
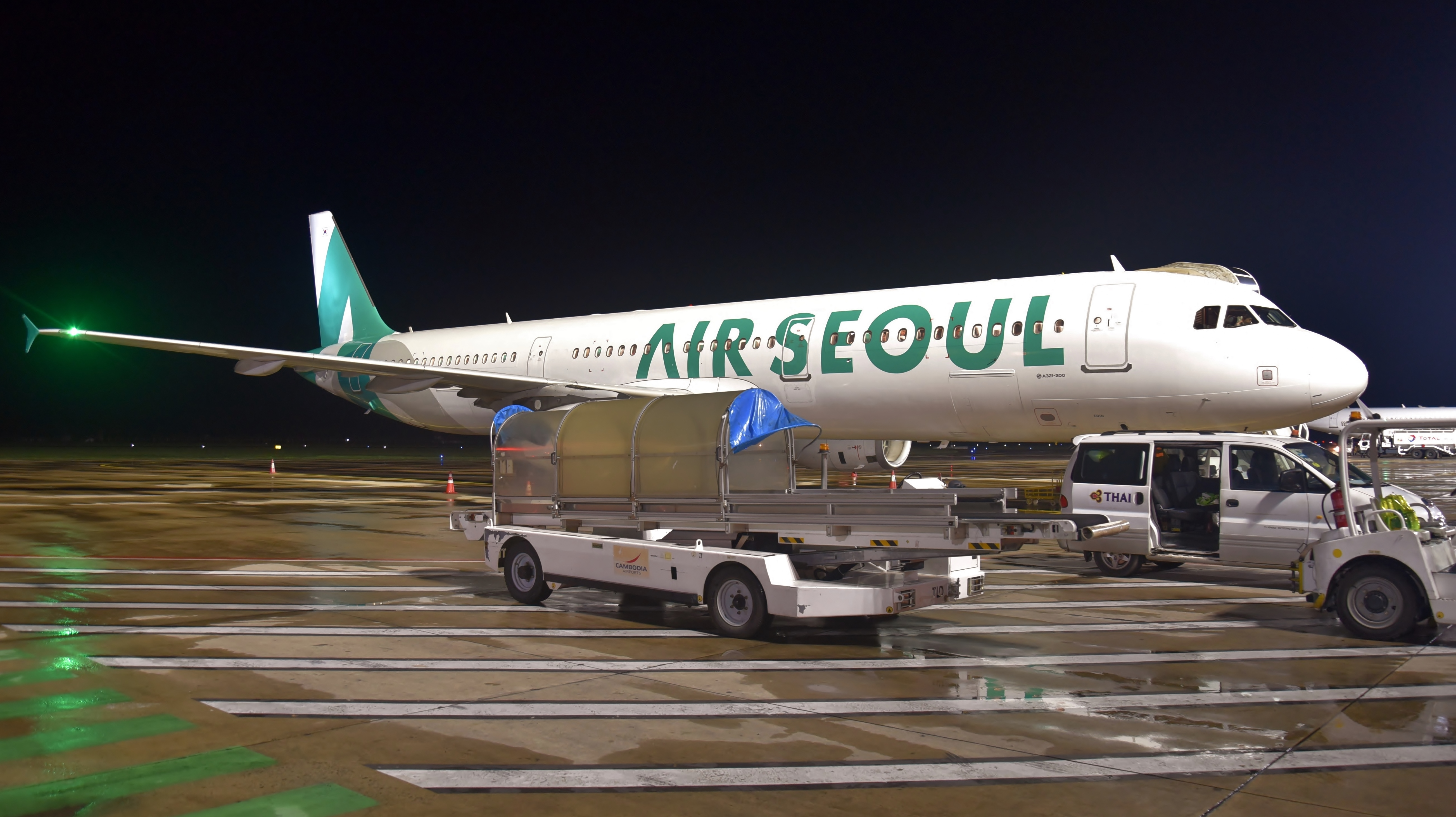
에어서울의 에어버스 A321-200
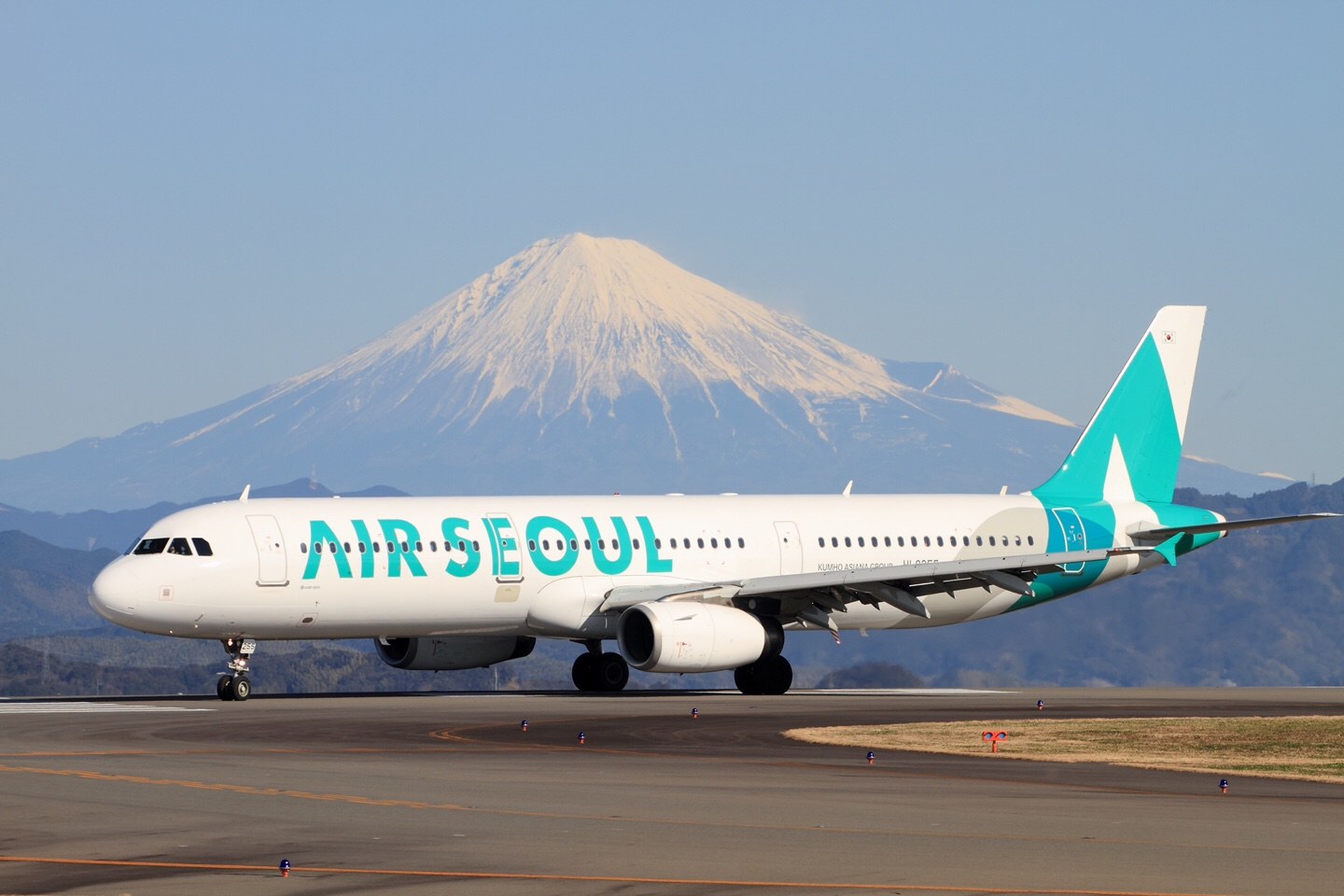
에어서울의 에어버스 A321-200
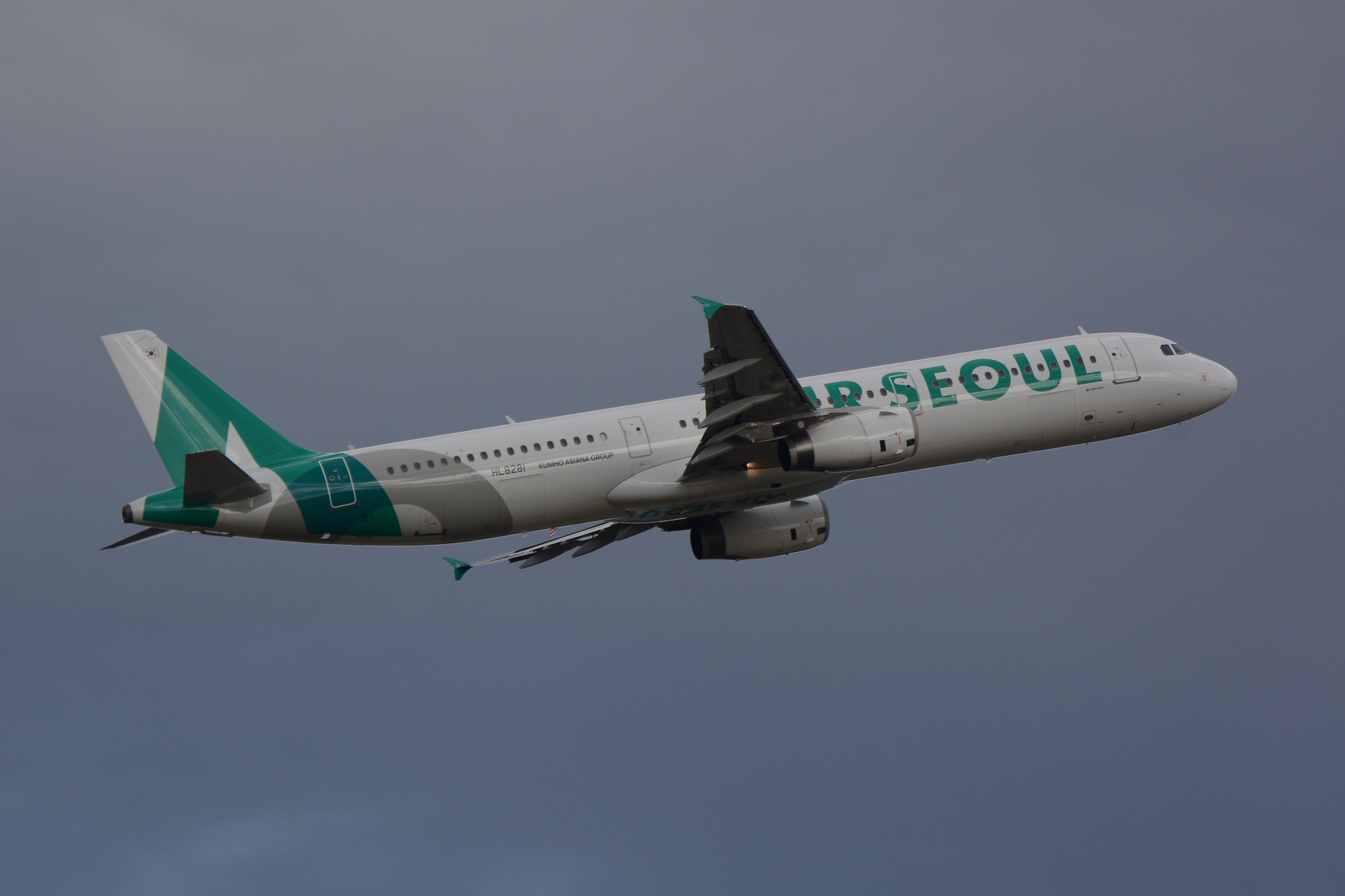
에어서울의 에어버스 A321-200

## 같이 보기
- HDC그룹
- 아시아나항공 - 모회사
- 아시아나에어포트 - 그룹 계열 조업사
- 에어부산 - 동일 모기업 산하 자회사
- 비행기 타고 가요[35]